# Кумакское
Кумакское — село в Соль-Илецком районе Оренбургской области России. Административный центр Кумакского сельсовета.

## География
Село расположено на реке Карабутак, недалеко от места её впадения в Илек. Расстояние до райцентра Соль-Илецка по дорогам составляет 16 км.

## История
Основано в 1916 году крестьянами-молоканами.

## Население
| 2010 | 2012 | 2013 | 2014 |
| ---- | ---- | ---- | ---- |
| 973  | ↘967 | ↘963 | ↗968 |